# إيزوبروبوكسيد التيتانيوم
إيزوبروبوكسيد التيتانيوم هو مركب كيميائي صيغته C12H28O4Ti، والتي يمكن كتابتها على الشكل Ti(OCH(CH3)2)4؛ ويوجد على هيئة سائل عديم اللون إلى مصفر.

## التحضير
يحضر المركب من تفاعل كلوريد التيتانيوم الرباعي (رباعي كلوريد التيتانيوم) مع الإيزوبروبانول (الكحول الإيزوبروبيلي):
{\displaystyle {\ce {TiCl4 + 4 (CH3)2CHOH -> Ti{OCH(CH3)2}4 + 4 HCl}}}

## الخواص
يوجد المركب في الشروط القياسية على هيئة سائل عديم اللون إلى مصفر، وهو يمتزج في المذيبات العضوية الخالية من الماء، مثل الإيثانول والكلوروفورم؛ ولكن عند التماس مع الماء بتحلمه ويتفكك:
{\displaystyle {\ce {Ti{OCH(CH3)2}4 + 2 H2O -> TiO2 + 4 (CH3)2CHOH}}}